# PLOS Biology
PLOS Biology je ameriška znanstvena revija z mednarodnim uredniškim odborom, ki objavlja članke s celotnega področja bioloških znanosti. Od leta 2003 jo izdaja Public Library of Science (PLOS), neprofitna organizacija, ki se ukvarja z izdajanjem znanstvenih del po načelih prostega dostopa. Celotna vsebina je na voljo pod licenco Creative Commons-Priznanje avtorstva. Izdajanje tako financirajo avtorji, ki v večini primerov krijejo stroške objave svojih del, namesto bralcev z naročninami. Poleg člankov objavlja na svoji spletni strani tudi elektronska pisma bralcev, ki komentirajo članke.
Faktor vpliva revije za leto 2014 je znašal 9,343, kar je postavljalo PLoS Biology na prvo mesto med revijami v kategoriji »biologija«. Po mnenju enega od komentatorjev predstavlja zgled, kako je lahko tudi revija, ki uporablja odprt založniški model, vplivna.
Na podlagi uspeha tega založniškega modela je pričela kasneje organizacija PLoS izdajati več specializiranih revij: PLoS Medicine, PLoS Computational Biology, PLoS Genetics, PLoS Pathogens, PLoS Clinical Trials in PLoS ONE.